# Gravitaxis

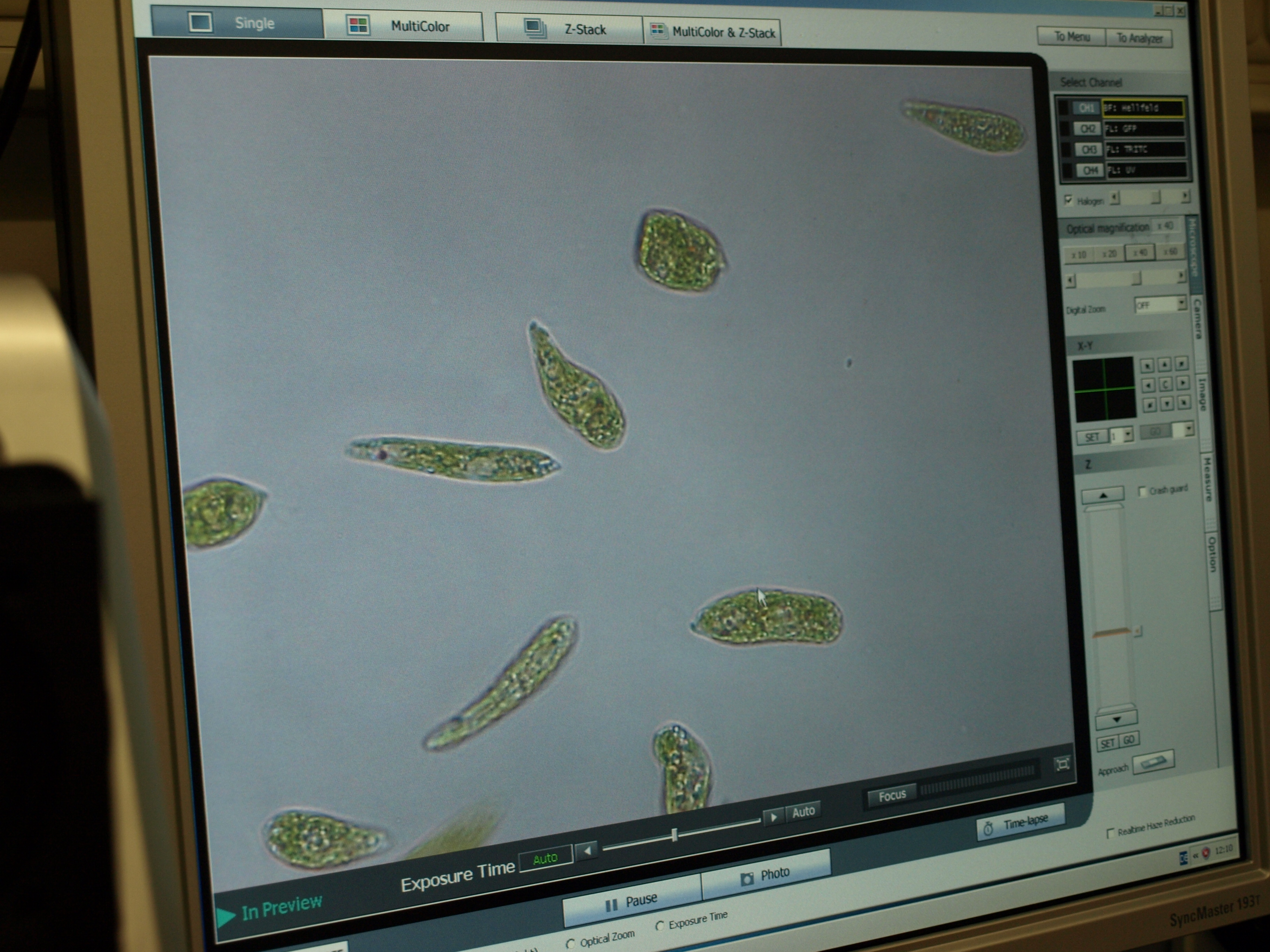
Euglena gracilis (Augentierchen) auf einem Monitor angezeigt

Gravitaxis ist die Reaktion eines frei beweglichen Organismus auf die Schwerkraft. Sie induziert eine orientierte Bewegung des Organismus entweder in Richtung des Schwerkraftvektors (= positive Gravitaxis) oder entgegen dem Schwerevektor (= negative Gravitaxis). In älteren Publikationen wird auch der Begriff Geotaxis verwendet (wegen der Richtung des Erdschwerevektors).
Höhere Lebewesen, wie beispielsweise der Mensch verfügen dafür über komplexe Sinnesorgane, vor allem im Ohr. Einzeller wie Euglena gracilis – aus der Gattung der Augentierchen (Euglena) – können die Schwerkraftrichtung ohne Zuhilfenahme komplexer Organe wahrnehmen. In vielen Tierstämmen wird die Schwerkraft durch Statozysten als besondere Sinnesorgane wahrgenommen.
Gravitaxis kann auch aus einem rein physikalischen Mechanismus resultieren, sodass eine Wahrnehmung der Schwerkraftrichtung über spezielle Organe nicht erforderlich ist. Ein Beispiel bilden Mikroorganismen, bei denen der Schwerpunkt an ein Ende des Organismus verschoben ist, sodass sie sich ähnlich zu einer Boje antiparallel zum Schwerkraftvektor ausrichten. Es wurde nachgewiesen, dass auch bereits eine Asymmetrie in der Form von Mikroorganismen ausreichen kann, um Gravitaxis zu bewirken.
Einzeller benötigen allerdings die Gravitaxis, um ans Licht bzw. an die Oberfläche eines Gewässers zu kommen, wo die Sonnenstrahlung für die Photosynthese am effektivsten ist. Durch ein Zusammenspiel von Gravitaxis und Phototaxis „regeln“ sich die Organismen im optimalen Bereich ein. Andere Organismen gelangen mit Hilfe der Gravitaxis an die Oberfläche, um sich fortzupflanzen. Die Chance, auf einen Partner zu treffen, ist dort deutlich höher als in den Tiefen des Gewässers.